# Magadinovac
Magadinovac is een plaats in de gemeente Orahovica in de Kroatische provincie Virovitica-Podravina. De plaats telt 11 inwoners (2001).